# هنري جوسياه لايتفوت بوسطون
هنري جوسياه لايتفوت بوسطون (19 أغسطس 1898–14 ديسمبر 1969) هو سياسي سيراليوني، شغل منصب الحاكم العام لسيراليون من 7 يوليو 1962 حتى 26 مارس 1967 وانتهت فترة حكمه بسبب انقلاب في عام 1967 بقيادة أندرو جوكسون سميث.